# L'Échappée belle (film, 2024)
Pour les articles homonymes, voir L'Échappée belle.
Pour plus de détails, voir Fiche technique et Distribution.
L'Échappée belle est un film français réalisé par Pamela Varela et sorti en mars 2025.

## Fiche technique
- Titre : L'Échappée belle
- Réalisation : Pamela Varela
- Scénario : Pamela Varela
- Photographie : Prisca Bourgoin
- Son : Sergio Henriquez Martinez et Emmanuel Soland
- Montage : Lucie Jégo et Yannis Polinacci
- Production : Tentativa
- Distribution : The Dark
- Pays de production :  France
- Durée : 88 minutes
- Date de sortie : France - 19 mars 2025[1]

## Distribution
- Astrid Adverbe
- Dimitra Kontou
- Mariana Giani
- Miquel Escudero
- Jeanne La Fonta
- Frank Williams
- Victor Blatrix
- Philippe Calloix
- Marc-Antoine Vaugeois
- Roman Williams
- Annie Lupin
- Sophie Deshayes